# Jeroen van Dijk
Jeroen Michiel Laurens van Dijk (* 26. August 1971 in Rotterdam) ist ein niederländischer Badmintonspieler. Anne Mette Bille ist seine Ehefrau.

## Karriere
Jeroen van Dijk nahm 1996 im Herreneinzel an Olympia teil. Er verlor dabei in Runde zwei und wurde somit 17. in der Endabrechnung. Bei den Einzelmeisterschaften der Niederlande war er bereits 1992 erstmals erfolgreich gewesen. Zuvor hatte er schon 1991 die Irish Open gewonnen. Nach seiner aktiven Laufbahn arbeitete er als Trainer.

## Sportliche Erfolge
| Saison | Veranstaltung                                   | Disziplin    | Platz | Name                          |
| ------ | ----------------------------------------------- | ------------ | ----- | ----------------------------- |
| 1987   | Niederlande: Einzelmeisterschaften der Junioren | Herrendoppel | 1     | Jeroen van Dijk / Chris Bruil |
| 1988   | Niederlande: Einzelmeisterschaften der Junioren | Herreneinzel | 1     | Jeroen van Dijk               |
| 1988   | Niederlande: Einzelmeisterschaften der Junioren | Herrendoppel | 1     | Jeroen van Dijk / Chris Bruil |
| 1989   | Amor International                              | Herrendoppel | 1     | Jeroen van Dijk / Chris Bruil |
| 1989   | German Juniors                                  | Herrendoppel | 1     | Jeroen van Dijk / Chris Bruil |
| 1989   | German Juniors                                  | Herreneinzel | 1     | Jeroen van Dijk               |
| 1989   | Junioren-Europameisterschaft                    | Herrendoppel | 3     | Jeroen van Dijk / Chris Bruil |
| 1991   | Irish Open                                      | Herreneinzel | 1     | Jeroen van Dijk               |
| 1992   | Niederlande: Einzelmeisterschaften              | Herreneinzel | 1     | Jeroen van Dijk               |
| 1993   | La Chaux-de-Fonds International                 | Herreneinzel | 1     | Jeroen van Dijk               |
| 1993   | Niederlande: Einzelmeisterschaften              | Herreneinzel | 1     | Jeroen van Dijk               |
| 1995   | Niederlande: Einzelmeisterschaften              | Herreneinzel | 1     | Jeroen van Dijk               |
| 1996   | Europameisterschaft                             | Herreneinzel | 3     | Jeroen van Dijk               |
| 1996   | Amor International                              | Herreneinzel | 1     | Jeroen van Dijk               |
| 1996   | Olympia                                         | Herreneinzel | 17    | Jeroen van Dijk               |
| 1996   | Niederlande: Einzelmeisterschaften              | Herreneinzel | 1     | Jeroen van Dijk               |
| 1997   | Niederlande: Einzelmeisterschaften              | Herreneinzel | 1     | Jeroen van Dijk               |
| 1997   | Japan Open                                      | Herreneinzel | 5     | Jeroen van Dijk               |
| 1997   | Taiwan Open                                     | Herreneinzel | 5     | Jeroen van Dijk               |
| 1997   | SAS Badminton Trophy                            | Herreneinzel | 1     | Jeroen van Dijk               |
| 1998   | Niederlande: Einzelmeisterschaften              | Herreneinzel | 1     | Jeroen van Dijk               |